# Waiho River
Der Waiho River ist ein Fluss in Neuseeland, der in den Neuseeländischen Alpen entspringt und an der Westküste der Südinsel in die Tasmansee mündet.

## Geographie
Der Fluss stellt den direkten Abfluss des Franz-Josef-Gletschers dar. Er fließt zwischen der nordöstlichen Baird Range und der südwestlichen Fritz Range nach Norden und Nordwesten. An den Hängen liegen verschiedene Wasserfälle in den den Fluss speisenden Bächen, wie die 105 m hohen Unser Fritz Falls. Der einzige größere Zufluss ist der von Osten kommende Callery River, der das Schmelzwasser zahlreicher Gletscher nördlich des Mount Elie de Beaumont abführt. Der Waiho River mündet am gleichnamigen Strand in die Tasmansee.

## Infrastruktur
Etwa auf halber Strecke durchströmt der Fluss die Ortschaft Franz Josef/Waiau, durch welche der New Zealand State Highway 6 führt. Von dort verläuft mehrere Kilometer eine Straße, anschließend ein Wanderweg bis zur Gletscherzunge.